# Armando Dadò Editore
Die Armando Dadò Editore SA ist ein Schweizer Buchverlag mit Sitz in Locarno.
Schwerpunkt der Verlagstätigkeit bildet die Publikation von Prosa aus der italienischsprachigen Schweiz, entsprechende italienische Übersetzungen aus der Schweizer Literatur, Sachbücher rund um kulturelle, geschichtliche, politische, wirtschaftliche oder aktuelle Themen des Kantons Tessins aber auch der Gesamtschweiz sowie Biografien, insbesondere von Persönlichkeiten mit Bezug auf das Tessin. Insgesamt hat Armando Dadò Editore seit seiner Gründung mehr als 700 Titel veröffentlicht.

## Geschichte
Der Verlag hat seine Wurzeln in der 1961 als Druckerei gegründeten „Tipografia Stazione“ in Locarno. Durch die Bekanntschaft mit dem Tessiner Dichter und Holzschnitzer Giovanni Bianconi stieg diese kurze Zeit nach ihrer Gründung unter der Leitung von Armando Dadò in das Verlagswesen ein. 1965 erschien mit Giovanni Bianconis Artigianati scomparsi ein Buch über die verschwundenen Handwerke im Tessin, das erste Werk. Zwischen den beiden entwickelte sich in der Folge eine enge Freundschaft, die den weiteren Verlauf der Verlagstätigkeit stark beeinflusste und zu zahlreichen weiteren Büchern von Giovanni Bianconi führte.
Eine ebenso starke Bedeutung hatte die Zusammenarbeit mit Giovanni Bianconis Bruder, Piero Bianconi, der verschiedene Werke über das kulturelle und kulturhistorische Leben im Tessin wie Occhi sul Ticino und Ticino com’era schuf. Die Bücher über die Tessiner Identität bildeten denn auch in den 1970er Jahren einen Schwerpunkt des Verlagsprogramms.
Ab den 1980er Jahren begann der Verlag seine ersten thematischen Buchreihen zu publizieren. Diese befassten sich anfänglich mit dem Tessin, wurden aber später unter anderem mit Übersetzungen auch auf gesamtschweizerische Themen erweitert. Heute umfassen diese Buchreihen neben Werken von zahlreichen Tessiner Autoren auch Werke von Karl Viktor von Bonstetten, Samuel Butler, Karl Kerényi, Victor Hugo oder Hugo Loetscher.
Daneben wurden auch weitere Buchreihen ins Leben gerufen, auch solche, die keinen eigentlichen Bezug zum Tessin oder zur Schweiz haben, unter anderem eine Klassikerreihe, die Das Buch Ijob, das Evangelium, Voltaires Abhandlung über die Toleranz, Alessandro Manzonis Storia della Colonna Infame, Die Klage des Friedens von Erasmus von Rotterdam sowie weitere Werke umfasst.